# 목포시 (1950년 선거구)
목포시는 대한민국의 옛 국회의원 선거구이다. 당시 전라남도 목포시 지역을 관할했다.

## 역사
1949년 8월, 목포부가 목포시로 개칭되었다. 이에 제2대 국회의원 선거를 앞두고 목포부 선거구가 목포시 선거구로 개편되었다.
제9대 국회의원 선거를 앞두고 무안군, 신안군 선거구와 통합되어 목포시·무안군·신안군 선거구를 이루게 됨에 따라 폐지되었다.

## 역대 국회의원
| 선거   | 정당 | 정당           | 의원   |
| ------ | ---- | -------------- | ------ |
| 1950년 |      | 대한노동총연맹 | 임기봉 |
| 1954년 |      | 민주국민당     | 정중섭 |
| 1958년 |      | 민주당         | 정중섭 |
| 1960년 |      | 민주당         | 김문옥 |
| 1963년 |      | 민주당         | 김대중 |
| 1967년 |      | 신민당         | 김대중 |
| 1971년 |      | 신민당         | 김경인 |

## 역대 선거 결과

### 대한민국 제2대 국회의원 선거
|  | 34.98% |

|  | 20.35% |

|  | 16.17% |

|  | 13.14% |

|  | 5.14% |

|  | 4.59% |

|  | 3.53% |

|  | 1.26% |

|  | 0.79% |

|  | 0% |

### 대한민국 제3대 국회의원 선거
|  | 25.64% |

|  | 17.09% |

|  | 12.91% |

|  | 11.29% |

|  | 9.98% |

|  | 9.10% |

|  | 7.27% |

|  | 5.04% |

|  | 1.62% |

|  | 0% |

### 대한민국 제4대 국회의원 선거
|  | 43.17% |

|  | 20.55% |

|  | 17.41% |

|  | 9.37% |

|  | 6.07% |

|  | 3.39% |

### 대한민국 제5대 국회의원 선거
|  | 47.53% |

|  | 39.02% |

|  | 13.43% |

### 대한민국 제6대 국회의원 선거
|  | 56.10% |

|  | 27.34% |

|  | 6.51% |

|  | 6.31% |

|  | 1.51% |

|  | 1.18% |

|  | 1.03% |

|  | 0% |

### 대한민국 제7대 국회의원 선거
|  | 56.28% |

|  | 43.71% |

### 대한민국 제8대 국회의원 선거
|  | 54.12% |

|  | 45.87% |